# Iveco EuroClass
Iveco 380 EuroClass — туристический автобус особо большой вместимости производства Iveco. Пришёл на смену автобусу Iveco 370. Вытеснен с конвейера моделью Irisbus Domino. 

## История
Автобус Iveco 380 впервые был представлен в 1993 году. До 2002 года автобус производился на заводе Iveco. Представляет собой автобус, очень похожий на Iveco 370, но с современной отделкой и комфортабельным салоном. Модификация с газомоторным двигателем получила индекс EuroClass HD (GT), модификация с дизельным двигателем внутреннего сгорания — EuroClass H.
В 1995 году автобус Iveco 380 EuroClass HD получил премию «Автобус года».
В салоне автобуса присутствуют кондиционер Thermobus, DVD—проигрыватель, кофеварка эспрессо, туалет и телевизор.
Долгое время автобус оснащался дизельным двигателем внутреннего сгорания Fiat 8460.41 S 350.
С 1 января 2002 года автобус производился на заводе Irisbus и получил название Irisbus EuroClass (шасси Irisbus 389). Автобус оснащался дизельным двигателем внутреннего сгорания Iveco Cursor 8 мощностью 350—430 л. с. Производство завершилось в 2006 году, на смену пришёл автобус Irisbus Domino.